# Ever After High
Ever After High è stata una linea di bambole della tipologia fashion doll rappresentanti i figli dei personaggi delle fiabe più conosciute. Sono state messe in vendita dalla Mattel a partire dal luglio 2013 come marchio affiliato alla linea Monster High, in seguito al grande successo di quest'ultime. Dalla linea è stata tratta una serie web che ha inizio dal libro Ever after high: Il libro dei destini, scritto da Shannon Hale. Nel 2015 il marchio di questa linea entra in crisi, e a causa della crisi di Mattel del 2016, nel 2017 il marchio Ever After High viene ufficialmente cancellato.

## Trama
Ever After High è una scuola aperta ai figli dei personaggi di Fiabe e Favole più amate e quest'anno è molto importante per Apple White, figlia di Biancaneve e Raven Queen, figlia della Regina Cattiva, che insieme ai loro amici dovranno firmare il Libro dei Destini e promettere di seguire la strada dei genitori per far continuare le proprie storie.
Raven però, spaventata dalla sorte della madre, decide di non firmare e afferma che da quel momento in poi nessuno potrà dirle come continuare la sua storia. Purtroppo il suo destino è legato a quello di Apple, perché senza il suo intervento non cadrà addormentata e non riuscirà mai a raggiungere il proprio lieto fine: la ragazza cerca quindi di convincerla a firmare.
La scuola si divide così in due fazioni: i reali e i ribelli, capitanati rispettivamente dalla bella Apple e dalla tenace Raven. Intanto misteri, amori e lacrime circondano e affliggono l'Ever After High, mentre la terribile ed infida Regina Cattiva, rinchiusa da anni in uno specchio a causa del suo oscuro passato, continua a tramare dall'ombra, ma fallisce e viene sconfitta da sua figlia.

## Serie animata
Il franchise comprende una webserie animata composta da 5 stagioni, formate a loro volta da episodi dalla durata dai tre agli otto minuti circa, che sono andate in onda tra il 2013 e il 2016.
Oltre alla webserie di corti, sono stati trasmessi molteplici speciali, di durata che varia tra i 20 e i 40 minuti, distribuiti da Netflix.
In Italia, lo show ha inoltre goduto di una messa in onda televisiva, avvenuta a partire dal 5 aprile 2013 su Super!.
| Capitolo                                          | Episodi | Pubblicazione originale | Pubblicazione Italia |
| ------------------------------------------------- | ------- | ----------------------- | -------------------- |
| Tutto ebbe inizio                                 | 4       | 2013                    | 2013                 |
| Capitolo 1                                        | 11      | 2013                    | 2013                 |
| Capitolo 2                                        | 23      | 2014                    | 2015                 |
| Capitolo 3                                        | 21      | 2015                    | 2016                 |
| Capitolo 4                                        | 9       | 2016                    | 2016                 |
| Speciali                                          | Episodi | Pubblicazione           | Pubblicazione        |
| Il giorno della promessa: un racconto, due storie | 3       | 2013                    | 2013                 |
| Il giorno del vero amore                          | 3       | 2014                    | 2014                 |
| La festa del trono                                | 1       | 2014                    | 2014                 |
| Vera Primavera                                    | 1       | 2015                    | 2015                 |
| Verso il Paese delle Meraviglie                   | 4       | 2015                    | 2015                 |
| I Giochi del Drago                                | 4       | 2016                    | 2016                 |
| Un Inverno Leggendario                            | 4       | 2016                    | 2016                 |

## Libri

### SerieEver After High
1. Il Libro dei Destini (The Storybook Of Legends), di Shannon Hale. Il libro ha venduto 300 mila copie ed è stato considerato un best seller dal New York Times tra i libri per bambini.[7][8]

1. La Più Malvagia del Reame (The Unfairest Of Them All), di Shannon Hale

1. Un Mondo Meraviglioso (A Wonderlandiful World), di Shannon Hale

1. C'era Una Volta (Once Upon A Time), di Shannon Hale

### SerieA school story
1.Il più malvagio dei malvagi. Ever After High (Ever After High: Next Top Villan), di Suzanne Selfors. Il libro è stato in classifica bestseller tra i libri per bambini per 10 settimane
2.incantesimi e Baci. Ever After High (Ever After High: Kiss and Spell), di Suzanne Selfors.
- Ever After High: A Semi-Charming Kind of Life (7 Luglio 2015 in patria.

Inedito in Italia.), di Suzanne Selfors
- Once Upon A Pet: A Collection of Little Pet Stories(27 Ottobre in patria.

Inedito in Italia.), di Suzanne Selfors
- Ever After High:Fairy's Got Talent(15 Dicembre 2015 in patria.

Inedito in Italia.), di Suzanne Selfors
- Ever After High:Truth or Hair(3 Maggio 2016 in patria.

Inedito in Italia.), di Suzanne Selfors
- Ever After High:Fairy Tail Ending(4 Ottobre 2016 in patria.

Inedito in Italia.), di Suzanne Selfors